# Musée de la Résistance de Bondues
Le musée de la Résistance est un musée situé à Bondues (Nord).

## Historique

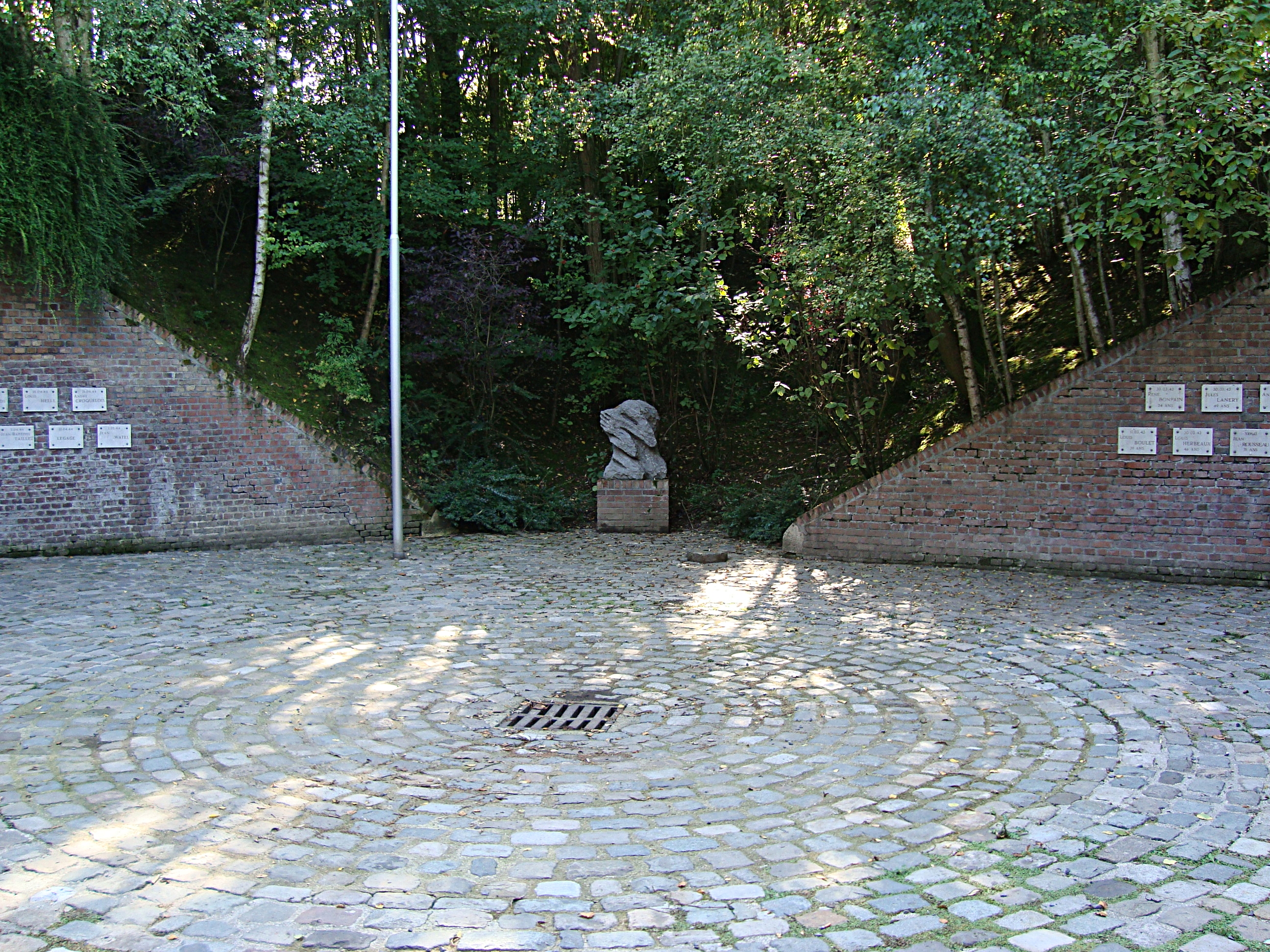
Cour sacrée du fort Lobau de Bondues (Nord) dans laquelle se dresse, depuis 1986, une sculpture d'Eugène Dodeigne rappelant le martyre des 68 résistants qui y furent exécutés entre 1943 et 1944.

Le fort de Bondues, appelé aussi fort Lobau, fut construit sur le  bord de la Nationale 17 qui relie Lille à Menin, près du confluent de la Marque et de la Deûle, par le général Séré de Rivières, de 1877 à 1880. C'est un élément de la chaine des forts et fortifications constituant le dispositif de défense mis en place par Séré de Rivières autour de Lille.
Il est constitué d'un rempart de briques rouges de 720 mètres de périmètre, entouré d'un large fossé. 800 hommes et 40 pièces d'artillerie pouvaient y être abrités.
Il intégrait une coupole cuirassée, mais ne disposait pas d'abris ou de magasins à l'épreuve des nouveaux obus et explosifs, de plus il était vulnérable à partir des hauteurs de Mouvaux. Il a donc peu servi en tant qu'élément de défense.
Il a été occupé par l'armée allemande au cours de la Première Guerre mondiale puis de la Seconde Guerre mondiale durant laquelle il a servi de dépôt de munitions (bombes pour l'aviation allemande) et, du 17 mars 1943 au 1er mai 1944, de lieu d'exécution (68 résistants de la région y ont été tués) . C'est pourquoi il abrite aujourd'hui un musée consacré à la Résistance de la région du Nord Pas-de-Calais qui a ouvert ses portes en 1997.

## Collections
Le musée est organisé en cinq espaces :
- Le Souvenir, qui perpétue le souvenir des 68 fusillés et présente leur photo, lorsqu'elle est disponible, âge et profession
- Le Refus, qui présente les prémices de la Résistance régionale au cours des deux conflits mondiaux
- Le Courage, qui présente les moyens utilisés par la Résistance
- L'Engagement, qui présente des itinéraires de résistants et les réseaux auxquels ils appartenaient
- Le Sacrifice, qui présente la répression déployée par les polices allemande et française

Le musée comporte également une salle de projection et une salle d'exposition temporaire.
Le musée abrite par ailleurs un fonds documentaire et d'archives importants consacré à la Résistance lors de la Première et de la Seconde Guerre mondiale, ainsi qu'à la Déportation. Le fonds est accessible sur rendez-vous à toute personne souhaitant effectuer des recherches.
Il est ouvert au public les lundis, mercredis, jeudis et vendredis de 14h00 à 16h30 (jusque 18h en juillet et août) et le 1er et 3e dimanche de chaque mois de 14h30 à 18h00 (hors juillet et août). Fermeture les mardis, samedis et jours fériés. Fermeture annuelle lors des vacances scolaires de Noël.